# Stazione di Castellazzo
La stazione di Castellazzo è stata una fermata ferroviaria posta sulla linea Milano-Saronno, a servizio del comune Castellazzo di Bollate.

## Storia
La fermata fu attivata il 5 ottobre 1879 insieme alla ferrovia, continuò il suo esercizio fino alla sua chiusura avvenuta nel 1990, in occasione del quadruplicamento della tratta ferroviaria Garbagnate a Novate Milanese.

## Movimento
La stazione era servita dai treni regionali in servizio sulla tratta Milano–Saronno.

## Cinema
La stazione compare nel film Il sole sorge ancora del 1946.